# Damaris Page
Damaris Page (c. 1610 – 9 de octubre de 1669), también conocida como Damarose Page, fue una madam de burdel, empresaria y promotora de propiedades inglesa, una de las prostitutas más exitosas y famosas de su tiempo.

## Vida y carrera
Poco se conoce de los primeros años de Page. Nació en Stepney hija de John Aderson (también escrito como Addersell) y trabajó desde su adolescencia como prostituta con el apellido Page, aunque no se sabe cómo lo adquirió. El 18 de abril de 1653 se casó con James Dry en St Mary Magdalen, Bermondsey. En 1655 fue llevada a juicio por bigamia, ya que se dijo que había estado casada con un tal William Baker de Stepney durante los quince años anteriores, sin embargo es probable que fuera un cargo falso porque no hay ninguna evidencia de este matrimonio en los registros parroquiales. Page declaró que el matrimonio con Baker nunca fue santificado y fue absuelta. Al mismo tiempo fue acusada de matar a una tal Eleanor Pooley al intentar practicarle un aborto con un tenedor de dos puntas. Por este delito fue condenada por homicidio involuntario y habría sido ahorcada; sin embargo, estaba embarazada al momento del juicio ("abogó por su vientre", si una condenada resultaba estar en ese estado, se debía esperar hasta después de haber dado a luz para la ejecución, aunque en la mayor parte de los casos terminaba solo pasando un tiempo en prisión), así que pasó tres años en la cárcel de Newgate. Después de su liberación continuó sus negocios como antes, y permaneció sola después de la muerte de James Dry.
Page se enriqueció durante los años de auge del desarrollo económico del East End de Londres, ofreciendo servicios como prostituta a la creciente población de trabajadores marinos de los muelles y más tarde a través de burdeles. Dirigió el Three Tuns en Stepney para marineros y otro burdel más caro en Rosemary Lane, cerca de la Torre de Londres, para oficiales navales que se movían en círculos más ricos. Extrajo a muchas de sus prostitutas de la cohorte de mujeres cuyos maridos habían sido reclutados para luchar en batallas navales o habían muerto allí, dejando a sus esposas sin ningún medio de subsistencia. A mediados de siglo Page había entrado en la especulación inmobiliaria, invirtiendo el dinero que ganaba de sus burdeles. Construyó casas en la carretera a Ratcliffe, al norte de Wapping, y en las áreas residenciales cerca de la Torre de Londres, cuyos ingresos la mantuvieron el resto de su vida.
Al igual que otras prostitutas de alto perfil como Elizabeth Cresswell, Page era casi tan famosa como los políticos de su tiempo. El tema de los panfletos de Grub Street en 1660, titulados The Wandring Whore y Crafty Bawd, pueden haber sido una de las inspiraciones para la protagonista de Moll Flanders (1721), de Daniel Defoe.

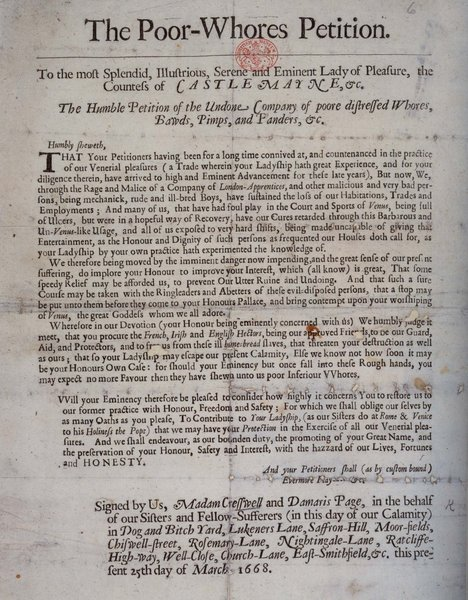
The Whores Petition fue escrita a Lady Castlemaine en marzo de 1668 (el texto completo figura en la descripción del archivo).

Después de la Restauración, Carlos II expandió enormemente la armada para las nuevas guerras europeas y a mediados de los años 1660 Page estaba conectada con figuras de los más altos niveles del gobierno. Se dice que el hermano de Carlos II, el duque de York, el futuro rey Jaime II, favorecía a los burdeles de Page. Ella acordó hacer una leva entre su clientela de trabajadores de los muelles, cimentando aún más su fortuna. Trabajó con oficiales como Sir William Spragg, y se dijo que "mientras Damaris Page viviera estaba seguro de que no le faltarían hombres". La práctica la hizo profundamente impopular y su casa fue uno de los primeros objetivos de los disturbios contra las casas de mala reputación ocurridos en marzo de 1668. Samuel Pepys documentó el ataque a la propiedad de Page "la gran obscena de los marineros", "la obscena más famosa de Towne". Apareció ante un magistrado local, Robert Manley, como víctima de los disturbios en los que había perdido propiedades importantes; fue uno de los testigos principales en contra de Robert Sharpless, instigador central de los disturbios. Su evidencia recibió un peso significativo durante el caso judicial, a pesar de ser una mujer soltera y encargada de burdel.

Tras el disturbio, Page y Cresswell figuraron como las firmantes de la Petición de las rameras pobres, enviada a Lady Castlemaine, la amante del rey, notoria por su propia salvaje promiscuidad. Algunos historiadores, como Linnane, infieren una función activa a la firma de Page y Cresswell en la escritura del documento. Otros como Mowry y Turner sugieren que fue un órgano de ventriloquismo político en nombre de disidentes radicales y anónimos. En un acto de sátira pública descarada, los dos dueñas de burdeles solicitan que la infame aristócrata actúe en nombre de sus 'hermanas' y reembolse a las madams para que reconstruyan sus burdeles, financiado por las arcas fiscales nacionales. Se dirigen a Castlemaine como prostituta y enumeran las ubicaciones de los burdeles donde trabajan sus compañeras, como sigue:

"Petición de las rameras pobres a la más espléndida, ilustre, serena y eminente Dama de Placer la condesa de Castlemayne & c: La humilde petición de la compañía deshecha de pobres y afligidas rameras, barbudos, chulos, y alcahuetas ... Firmado por nosotras, Madam Cresswell y Damaris Page, en nombre de nuestras hermanas y amigos sufrientes (en este día de nuestra calamidad) en Dog and Bitch Yard, Lukenor's Lane, Saffron Hill, Moorfields, Chiswell Street, Rosemary Lane, Nightingale Lane, Ratcliffe Highway, Well Close, East Smithfield etc."

Dada su gran experiencia en la prostitución, Lady Castlemaine podría, argumentaron, ser capaz de simpatizar profundamente con las prostitutas de toda la ciudad. "Si vuestra Eminencia alguna vez cayera en nuestras ásperas manos", escribieron, "no esperéis más favor que el que muestres hacia estas rameras inferiores". El autor Samuel Pepys notó que Castlemaine se sintió "horriblemente vejada" por la petición. El trabajo en sí estaba tan ajustado a la dinámica política de la época que aunque la imprenta fue arrestada, el censor de la corte escribe que "no puedo fijar nada en La petición de las pobres rameras de lo que un jurado tomaría en cuenta." La petición causó una oleada de panfletos, sátiras, poemas y baladas sobre el tema hasta el año siguiente. El historiador James Turner identifica este acontecimiento como ejemplo de una nueva óptica carnavalesca de la sexualidad en la Inglaterra de la Restauración, donde se unieron genuinos ataques políticos, sátiras, comentarios callejeros y teatro obsceno.
En sus últimos años Page se hizo cercana a su hermana Margaret, a quien dejó dinero en su testamento. El 9 de octubre de 1669, durante un encarcelamiento en la prisión de Marshalsea, cayó enferma y murió. Fue enterrada al día siguiente en San Jorge el Mártir, Southwark. Había amasado una considerable fortuna al momento de su muerte.